# Polizeidirektion Chemnitz
Die Polizeidirektion Chemnitz ist eine deutsche Polizeidirektion der Polizei Sachsen mit Sitz in Chemnitz.

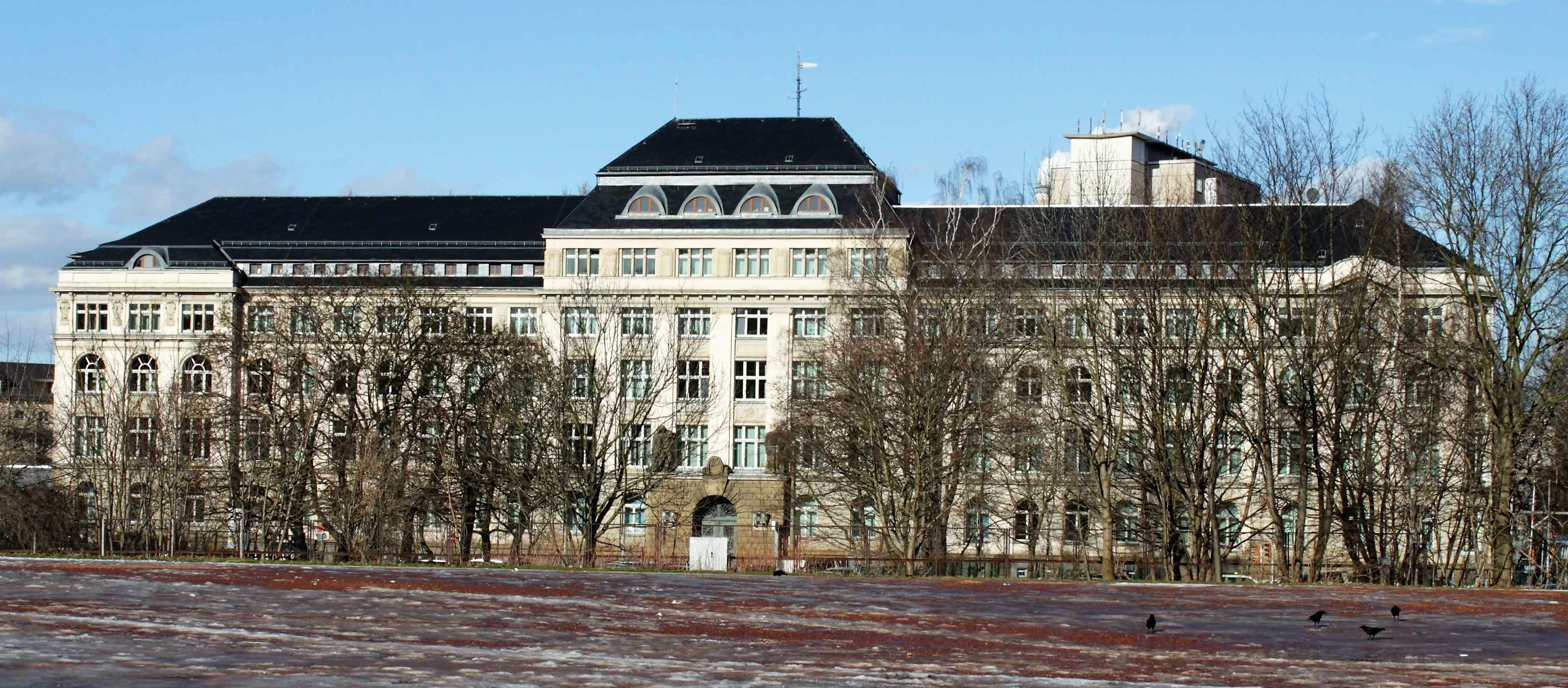
Polizeidirektion Chemnitz, 2010

Sie ist zuständig für die Stadt Chemnitz und die Landkreise Mittelsachsen und den Erzgebirgskreis. Polizeipräsidentin war seit 1. August 2018 Sonja Penzel.
Mit vier Projekten beteiligt sich die Polizeidirektion am Kooperationsprogramm zur grenzübergreifenden Zusammenarbeit zwischen dem Freistaat Sachsen und der Tschechischen Republik. Das Programm mit dem Ziel „Europäische territoriale Zusammenarbeit“ (INTERREG V A) läuft im Zeitraum 2014 bis 2020.
Bei ihrem Einsatz bei den Ausschreitungen in Chemnitz 2018 geriet die Polizeidirektion und ihre Arbeit in Kritik, weil sie trotz Hinweisen des Landesverfassungsschutzes die Gewaltbereitschaft und Dimension der anstehenden Proteste weit unterschätzt hatte.

## Polizeireviere
- Autobahnpolizeirevier
- Chemnitz-Nordost
- Chemnitz-Südwest
- Annaberg
- Aue
- Döbeln
- Freiberg
- Marienberg
- Mittweida
- Rochlitz
- Stollberg